# ادواردو بریتزو
ادواردو بریتزو (اسپانیایی: Eduardo Berizzo‎؛ زادهٔ ۱۳ نوامبر ۱۹۶۹) بازیکن سابق و مربی فوتبال اهل آرژانتین است.
از باشگاه‌هایی که در آن بازی کرده‌است می‌توان به ریور پلاته و المپیک مارسی، سلتاویگو و نیولز اولد بویز اشاره کرد.
وی همچنین در تیم ملی فوتبال آرژانتین ۱۳ بازی انجام داده‌است.